# Tuguro-Čumikanskij rajon
Il Tuguro-Čumikanskij rajon (in russo Тугуро-Чумиканский район?) è un municipal'nyj rajon del Kraj di Chabarovsk, nell'Estremo oriente russo.